# Старая Фёдоровка
Старая Фёдоровка — село, центр сельской администрации в Старошайговском районе, Население 484 чел. (2001), в основном русские.
Расположено на речке Евлейке (Виляйка), в 37 км от районного центра и 50 км от железнодорожной станции Саранск. Название-антропоним. Впервые упоминается в 1807 г. В «Списке населённых мест Пензенской губернии» (1869) Старая Фёдоровка — село казённое из 142 дворов Инсарского уезда. По подворной переписи 1913 г., в Старой Фёдоровке было 263 двора (1 773 чел.); церковно-приходская школа, винокуренный завод и мелкие лавки. В начале 1930-х гг. был создан колхоз им. Сталина, с 1956 г. — им. Калинина, с 1997 г. — СХПК «Старофёдоровский». В современном селе — ФАП, магазин. В Старофёдоровскую сельскую администрацию входит пос. Ивановка (28 чел.; родина прядильщицы Н. И. Терёшкиной).